# Mang Ke
Mang Ke (芒克, "munk"), född Jiang Shiwei (姜世伟) år 1951, är en modernistisk kinesisk poet och konstnär. Mang Ke föddes i Shenyang, men familjen flyttade till Peking redan 1956.
Tillsammans med Bei Dao grundade han underground-tidskriften Jintian (今天, "Idag") som utkom 1978–1980 innan den blev förbjuden av myndigheterna. Mang Ke hör till de modernistiska så kallade "Dunkla poeterna" och har aldrig varit officiellt erkänd i Kina. Han bor i Songzhuang i närheten av Peking och försörjer sig som konstnär.